# Prepona chalciope
Prepona chalciope is een vlinder uit de familie van de Nymphalidae. De wetenschappelijke naam van de soort is voor het eerst geldig gepubliceerd in 1819 door Jacob Hübner.